# Никитов, Владимир Аполлонович
Владимир Аполлонович Никитов (род. 4 сентября 1951, Берди́чев, Житомирская область) — российский политик, член Совета Федерации Российской Федерации от Смоленской области с декабря 2001 по июль 2002. Представлял в СФ исполнительный орган государственной власти Смоленской области. Заслуженный деятель науки Российской Федерации (2001).

## Биография
С декабря 1992 года — советник первого заместителя Председателя Совета Министров — Правительства РФ Владимира Шумейко.
С февраля 1994 по декабрь 2001 год — руководитель Аппарата Совета Федерации Федерального Собрания РФ.